# 富士航空機墜落事故
富士航空機墜落事故（ふじこうくうきついらくじこ）は、1964年（昭和39年）2月27日に大分県大分市の旧大分空港で発生した航空事故である。

## 事故の概要
富士航空902便は、鹿児島空港から大分空港を経由して東京国際空港へ向かう国内定期便だった。使用機体はコンベア240（レシプロ双発旅客機、機体記号JA5098、1948年製造）で、乗員5名と乗客35名の合計40人が搭乗していた。午後3時20分頃、大分空港の滑走路12への着陸時にオーバーランし、空港東側にある大分川支流、裏川河川敷に墜落、炎上した。
事故当初は33・34人が事故により死亡したと報道されたが、最終的に死者数は乗客18人と客室乗務員2人の合わせて20人と修正された。犠牲者の中には、鹿児島市内にある履物店が招待して別府温泉に向かっていた団体客や、新婚旅行の帰りだった愛媛県宇和島市の夫婦などがいた。操縦乗員2名・客室乗務員1名・乗客19名は重軽傷を負ったが救出され無事であった。生存者のいずれも機体前方にいた為に難を逃れたと見られている。

## 事故原因
事故調査委員会の事故調査報告書によれば、902便は大分空港への着陸アプローチまでは正常に飛行していたが、着陸後に行うプロペラのリバースもしくは非常ブレーキ操作のいずれかに、不適切な操作または機械の欠陥があったと推定された。最終的な事故原因として着陸時の速度超過、リバース機能の作動不良、不十分なフットブレーキの効果などが挙げられたが、それぞれがどの程度事故に影響したのかは判別されなかった。
なお、富士航空は主に西日本のローカル路線を中心に運航していた航空会社であったが、規模的には中小企業であり経営難に陥っていた。そのため、事故後の1964年4月1日には、他の弱小航空会社であった日東航空、北日本航空と合併し、日本国内航空になることが決定しており、本事故はその矢先に発生したものである。また、合併予定であった日東航空でも本事故の9日前におやしお号墜落事故が発生しており、それに続く事故となった。

## その他

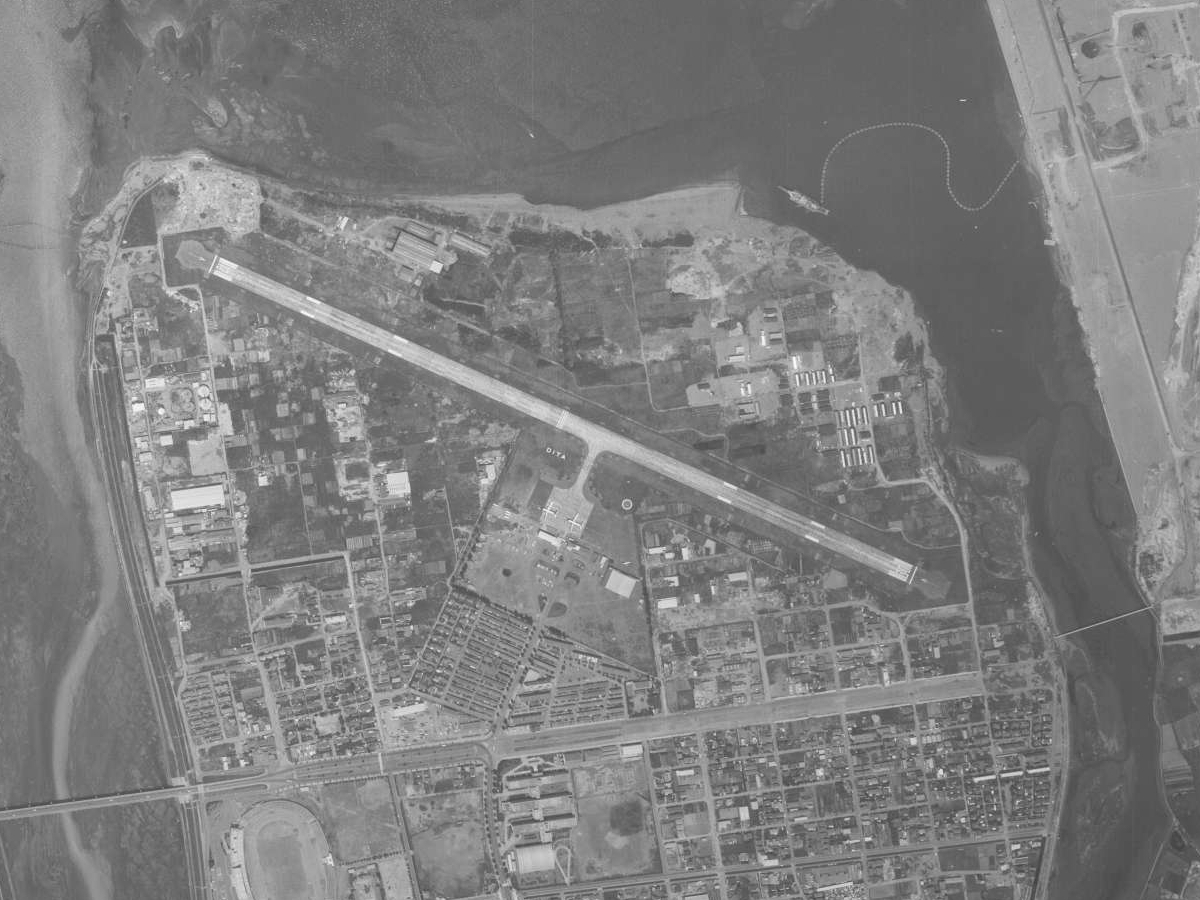
旧大分空港の空中写真（1970年）

この事故を機に両側を河川に挟まれ拡張が困難という旧大分空港の構造的欠陥が浮き彫りとなり、更に市街地からも近かったことから本格的な移転が具体化した。結果として1971年に国東半島に新大分空港が開港し、大分市の旧空港は1973年に閉港となった。
墜落現場付近の旧滑走路（現大洲総合運動公園）東端に、墜落犠牲者の慰霊碑が存在する。